# Christofer Johnsson
Christofer Johnsson (nacido el 10 de agosto de 1972 en Estocolmo) es un místico, músico y esotérico, además, guitarrista y compositor sueco. Fundador de Therion desde 1985. Es el compositor y escritor de la mayoría de las canciones. 
A la temprana edad de 15 años comenzó a tocar el bajo, aunque un año después se lo cambió por una guitarra. Therion es la banda en la que ha estado principalmente desde que empezó a tocar, teniendo pequeñas participaciones también en otras agrupaciones como Carbonized, con la cual llegó a grabar tres álbumes. Otras bandas en las que participó en este caso como vocal, fueron Messiah y la sueca Liers in Wait. También participó en el proyecto alterno "Demonoid" de varios miembros de Therion, donde tocan Death Metal con influencias melódicas, y Christofer Johnsson presta su voz.
En Therion, principalmente, se encarga de la guitarra, junto a los teclados. En los inicios de la banda, también era el vocalista del grupo, hasta su quinto álbum, Theli, donde dejó de cantar, quedándose Therion sin vocalista oficial. Utilizaban voces de diferentes cantantes, hasta el 2009 cuando Thomas Vikström se une a la banda de forma permanente.
Christofer nunca ha ido a un conservatorio ni ha recibido ningún tipo de educación musical académica.

## Equipamiento
Guitarras
- 2 Gibson Les Paul Custom
- Gibson Les Paul Standard
- Gibson Les Paul Studio (utilizada sólo como reserva)

Amps
- Mesa Boogie Triaxis preamp
- Mesa Boogie 2:90 poweramp

Amplificadores
- Marshall 4x12" cabinet

Efectos
- T.C. Electronics G-Major

Otros
- Sennheiser wireless
- Sennheiser in-ear monitor system
- Behringer FCB1010 midiswitcher
- Boss Noise Suppressor
- Ernie Ball strings: 010s and 011s